# 德昌鐘鼓樓
鐘鼓樓位於四川省德昌縣，文物遺址年代判定為。2004年增補為第六批四川省文物保護單位。